# Parafia św. Stanisława BM w Mokrsku
Parafia Świętego Stanisława Biskupa Męczennika w Mokrsku – parafia rzymskokatolicka w Mokrsku. Należy do Dekanatu Mokrsko archidiecezji częstochowskiej. Została utworzona w 1308 roku. Parafię prowadzą księża diecezjalni.